# Niarébama
Niarébama är en ort i Burkina Faso.   Den ligger i regionen Cascades, i den sydvästra delen av landet, 400 km sydväst om huvudstaden Ouagadougou. Niarébama ligger 265 meter över havet och antalet invånare är 262.
Terrängen runt Niarébama är huvudsakligen platt. Niarébama ligger nere i en dal. Närmaste större samhälle är Banfora, 16,7 km norr om Niarébama.
Omgivningarna runt Niarébama är en mosaik av jordbruksmark och naturlig växtlighet. Runt Niarébama är det ganska tätbefolkat, med 78 invånare per kvadratkilometer.